# Australopithecus deyiremeda
Australopithecus deyiremeda (лат.) (досл.: «близкий родственник австралопитека») — предполагаемый вид австралопитеков, существовавший 3,3—3,5 миллионов лет назад на территории современной северной Эфиопии, примерно в тех же местах и в то же время, что австралопитек афарский и широко известная Люси.
Фрагменты челюстей неизвестного вида были обнаружены 4 марта 2011 года в центре района Афар, Эфиопия. Раскопки проводились в рамках палеонтологического проекта Ворансо-Милла. Найденные фрагменты указывают на то, что Australopithecus deyiremeda в сравнении с A. afarensis имел более мелкие зубы, более крепкую челюсть и более толстую эмаль на некоторых зубах. Предполагается, что вид был приспособлен к более твёрдой и абразивной пище чем A. afarensis.
При этом ряд антропологов выражают сомнения в необходимости выделения нового вида, поскольку, по их мнению, отличия от A. afarensis не так велики.